# Tuneiras do Oeste
Tuneiras do Oeste é um município brasileiro do estado do Paraná. Sua população no censo IBGEem 2022 era de 8.067 habitantes.

## Reserva biológica
Foi criada a Reserva Biológica das Perobas nos municípios de Tuneiras do Oeste e Cianorte, com o objetivo de preservar os ecossistemas naturais existentes, com destaque para os remanescentes de Floresta Estacional Semidecidual e sua fauna associada, possibilitando a realização de pesquisas científicas e o desenvolvimento de atividades controladas de educação ambiental.